# Batalla de Clavijo

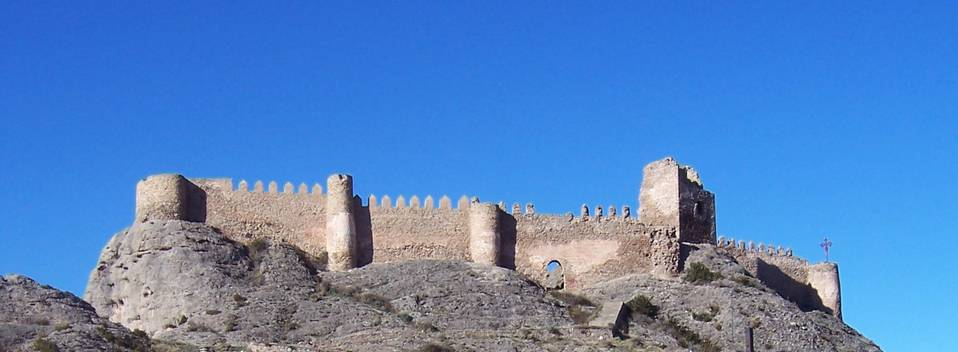
Castell de Clavijo.

La batalla de Clavijo és un enfrontament llegendari que es va considerar durant molt temps una de les més cèlebres batalles de la Reconquesta, dirigida pel rei Ramir I d'Astúries contra els musulmans. S'hauria produït en el denominat Camp de la Matança, en les rodalies de Clavijo, La Rioja (Espanya), datada el 23 de maig de l'any 844. Les seves característiques mítiques (la intervenció miraculosa de l'apòstol Sant Jaume), la seva condició de justificació del Vot de Sant Jaume, i la revisió que des del segle xviii va suposar la crítica historiogràfica de Juan Francisco Masdeu, l'han fet ser considerada en l'actualitat més aviat una batalla llegendària, la inclusió en les cròniques de la qual es deuria a l'arquebisbe Rodrigo Jiménez de Rada, i que inclouria, barrejant-los i mitificant-los, dades d'altres batalles de diferents moments i localitzacions, encara que es podria correspondre, a grans trets, a una mitificació de la segona batalla d'Albelda.
Segons el Diccionario de Història de España, "l'existència d'aquesta batalla ni tan sols es planteja a un historiador seriós". No obstant, la batalla va seguir sent celebrada com un element de conformació de la història nacional espanyola. El que sí que se sap, per les Cròniques Najerenses, és de campanyes de Ramir contra els àrabs, mentre que les cròniques de Abd-ar-Rahman II parlen de campanyes mores a Àlaba, però les unes i les altres coincideixen en les fortes lluites a l'àrea de La Rioja. Més concretament, les fonts asturlleoneses expliquen que Ordoni I, el fill de Ramir I, va voltar la ciutat d'Albelda i va establir la seva base a la Muntanya Laturce, és a dir, el mateix lloc on la llegenda situa la batalla de Clavijo. I les troballes arqueològiques no deixen lloc a dubtes: en Albelda es va combatre, i molt. També és la referència històrica que Enric IV i posteriorment la resta de monarques han empleat per a la creació i confirmació de privilegis a l'Antic i Il·lustre Solar de Tejada, únic senyoriu que s'ha mantingut des de llavors fins a l'actualitat.

## Antecedents
La batalla tindria el seu origen en la negativa de Ramir I d'Astúries a seguir pagant tributs als emirs àrabs, amb especial incidència en el tribut de les cent Donzelles. Per això les tropes cristianes, capitanejades per Ramir I, anirien a la recerca dels musulmans, amb Abd-ar-Rahman ibn al-Hàkam al comandament

## Batalla
En arribar a Nájera i Albelda es veurien envoltats per un nombrós exèrcit àrab format per tropes de la península i per lleves provinents de la zona que correspondria actualment amb Marroc, tenint els cristians que refugiar-se al castell de Clavijo en la Muntanya Laturce. Les cròniques expliquen que Ramir I d'Astúries va tenir un somni en el qual apareixia l'apòstol Sant Jaume, assegurant la seva presència en la batalla, seguida de la victòria. D'acord amb aquella llegenda, l'endemà els exèrcits de Ramir I, animats per la presència de l'Apòstol muntat en un cavalll blanc, van vèncer els seus enemics.

## Vot de Sant Jaume
El dia 25 de maig a la ciutat de Calahorra el rei hauria dictat el vot de Sant Jaume, comprometent a tots els cristians de la Península a pelegrinar a Santiago de Compostel·la portant ofrenes com a agraïment a l'Apòstol per la seva intervenció i imposant un impost obligatori a l'Església.
No obstant, igual que el mite, la suposada donació de Ramir a l'església tampoc és autèntica, i va ser instituïda realment al segle xii.
Amb aquest succés, l'apòstol es va convertir en símbol del combat contra l'islam, i se'l va conèixer des de llavors com Sant Jaume Matamoros.

## Llegenda
El motiu de la creació d'aquesta llegenda hauria estat animar a la població a lluitar contra els musulmans, per poder contrarestar l'esperit de guerra santa amb la qual lluitaven aquests i que els aconseguia el Paradís.
La primera crònica que cita aquesta llegendària aparició va ser narrada (cap a 1243) per Rodrigo Jiménez de Rada, arquebisbe de Toledo.